# Elecciones municipales de Huancavelica de 1995
Las elecciones municipales de Huancavelica de 1995 se llevaron a cabo el 12 de noviembre de 1995 para elegir al alcalde y al Concejo Provincial de Huancavelica para el periodo 1996-1998. La elección se celebró simultáneamente con elecciones municipales en todo el país. Son los únicos comicios provinciales en la historia de Huancavelica que fueron anulados.

## Sistema electoral
La Municipalidad Provincial de Huancavelica es el órgano administrativo y de gobierno de la provincia de Huancavelica. Está compuesta por el alcalde y el Concejo Provincial.
La votación del alcalde y el concejo se realiza en base al sufragio universal, que comprende a todos los ciudadanos nacionales mayores de dieciocho años, empadronados y residentes en la provincia de Huancavelica y en pleno goce de sus derechos políticos, así como a los ciudadanos no nacionales residentes y empadronados en la provincia de Huancavelica.
El Concejo Provincial de Huancavelica está compuesto por 19 regidores elegidos por sufragio directo para un período de tres (3) años, en forma conjunta con la elección del alcalde (quien lo preside) La votación es por lista cerrada y bloqueada. Se asigna a la lista ganadora los escaños según el método d'Hondt o la mitad más uno, lo que más le favorezca.

## Composición del Concejo Provincial de Huancavelica
La siguiente tabla muestra la composición del Concejo Provincial de Huancavelica antes de las elecciones.
| Partidos | Partidos                  | Regidores |
| -------- | ------------------------- | --------- |
|          | Partido Popular Cristiano | 11        |
|          | Izquierda Unida           | 3         |
|          | Lista Independiente N° 3  | 2         |
|          | Lista Independiente N° 9  | 2         |
|          | Lista Independiente N° 15 | 1         |

## Partidos y candidatos
A continuación se muestra una lista de los principales partidos y alianzas electorales que participaron en las elecciones:
| Candidatura | Candidatura | Partidos y alianzas                                                        | Candidatos | Candidatos                 | Ideología                                | Resultado previo | Resultado previo | Ref. |
| Candidatura | Candidatura | Partidos y alianzas                                                        | Candidatos | Candidatos                 | Ideología                                | Votos (%)        | Reg.             | Ref. |
| ----------- | ----------- | -------------------------------------------------------------------------- | ---------- | -------------------------- | ---------------------------------------- | ---------------- | ---------------- | ---- |
|             | AP          | Lista - Acción Popular (AP)                                                |            | Sin información disponible | Humanismo Nacionalismo cívico Reformismo | 6.41%            | 0                |      |
|             | IND         | Lista - Lista Independiente N° 19 Juntos por el Desarrollo de Huancavelica |            | María Fernández Arroyo     | Localismo huancavelicano                 | Nuevo            | Nuevo            |      |

Otros candidatos
| Partidos y alianzas | Partidos y alianzas                                                       | Candidatos                 |
| ------------------- | ------------------------------------------------------------------------- | -------------------------- |
|                     | Lista Independiente N° 3 Huancavelica 95                                  | Sin información disponible |
|                     | Lista Independiente N° 5 Alianza Gran Mayoría - Vamos Huancavelica        | Sin información disponible |
|                     | Lista Independiente N° 7 Región Autónoma Huancavelica                     | Sin información disponible |
|                     | Lista Independiente N° 9 Frente de Defensa de los Pueblos de Huancavelica | Sin información disponible |
|                     | Lista Independiente N° 11 Frente de Izquierda Huancavelicana              | Sin información disponible |
|                     | Lista Independiente N° 13 Trabajadores de Huancavelica                    | Sin información disponible |
|                     | Lista Independiente N° 15 Vecinal Huancavelicano                          | Sin información disponible |
|                     | Lista Independiente N° 17 Somos Huancavelica                              | Sin información disponible |
|                     | Lista Independiente N° 21 Unidad Huancavelicana                           | Sin información disponible |
|                     | Lista Independiente N° 23 Fredecash                                       | Sin información disponible |
|                     | Lista Independiente N° 25 Unión Progresista Huancavelicana                | Sin información disponible |

## Resultados

### Sumario general
| Partidos y coaliciones | Partidos y coaliciones                                                    | Voto popular | Voto popular | Voto popular | Regidores | Regidores |
| Partidos y coaliciones | Partidos y coaliciones                                                    | Votos        | %            | ±pp          | Total     | +/−       |
| ---------------------- | ------------------------------------------------------------------------- | ------------ | ------------ | ------------ | --------- | --------- |
|                        | Lista Independiente N° 19 Juntos por el Desarrollo de Huancavelica        | 4,043        | 16.56        | n/a          | 0         | n/a       |
|                        | Lista Independiente N° 17 Somos Huancavelica                              | 3,758        | 15.39        | n/a          | 0         | n/a       |
|                        | Lista Independiente N° 3 Huancavelica 95                                  | 2,670        | 10.93        | n/a          | 0         | n/a       |
|                        | Lista Independiente N° 7 Región Autónoma Huancavelica                     | 2,662        | 10.90        | n/a          | 0         | n/a       |
|                        | Lista Independiente N° 13 Trabajadores de Huancavelica                    | 1,895        | 7.76         | n/a          | 0         | n/a       |
|                        | Lista Independiente N° 21 Unidad Huancavelicana                           | 1,669        | 6.83         | n/a          | 0         | n/a       |
|                        | Lista Independiente N° 23 Fredecash                                       | 1,606        | 6.58         | n/a          | 0         | n/a       |
|                        | Lista Independiente N° 11 Frente de Izquierda Huancavelicana              | 1,489        | 6.10         | n/a          | 0         | n/a       |
|                        | Lista Independiente N° 25 Unión Progresista Huancavelicana                | 1,209        | 4.95         | n/a          | 0         | n/a       |
|                        | Acción Popular (AP)                                                       | 1,074        | 4.40         | –2.01        | 0         | n/a       |
|                        | Lista Independiente N° 15 Vecinal Huancavelicano                          | 939          | 3.85         | n/a          | 0         | n/a       |
|                        | Lista Independiente N° 5 Alianza Gran Mayoría - Vamos Huancavelica        | 727          | 2.98         | n/a          | 0         | n/a       |
|                        | Lista Independiente N° 9 Frente de Defensa de los Pueblos de Huancavelica | 679          | 2.78         | n/a          | 0         | n/a       |
|                        |                                                                           |              |              |              |           |           |
| Total                  | Total                                                                     | 24,420       |              |              | 19        | ±0        |
|                        |                                                                           |              |              |              |           |           |
| Votos válidos          | Votos válidos                                                             | 24,420       | 72.36        | +27.46       |           |           |
| Votos en blanco        | Votos en blanco                                                           | 3,871        | 11.47        | +0.79        |           |           |
| Votos nulos            | Votos nulos                                                               | 5,456        | 16.17        | –28.25       |           |           |
| Votos emitidos         | Votos emitidos                                                            | 33,747       | 59.17        | +12.55       |           |           |
| Abstenciones           | Abstenciones                                                              | 23,291       | 40.83        | –12.55       |           |           |
| Votantes registrados   | Votantes registrados                                                      | 57,038       |              |              |           |           |
|                        |                                                                           |              |              |              |           |           |
| Fuente:                |                                                                           |              |              |              |           |           |

## Elecciones municipales distritales

### Sumario general
| Partidos y coaliciones | Partidos y coaliciones                                                    | Voto popular | Voto popular | Voto popular | Alcaldías | Alcaldías |
| Partidos y coaliciones | Partidos y coaliciones                                                    | Votos        | %            | ±pp          | Total     | +/−       |
| ---------------------- | ------------------------------------------------------------------------- | ------------ | ------------ | ------------ | --------- | --------- |
|                        | Lista Independiente N° 19 Juntos por el Desarrollo de Huancavelica        |              |              | n/a          | 1         | +1        |
|                        | Lista Independiente N° 17 Somos Huancavelica                              |              |              | n/a          | 1         | +1        |
|                        | Lista Independiente N° 3 Huancavelica 95                                  |              |              | n/a          | 2         | +2        |
|                        | Lista Independiente N° 7 Región Autónoma Huancavelica                     |              |              | n/a          | 4         | +4        |
|                        | Lista Independiente N° 13 Trabajadores de Huancavelica                    |              |              | n/a          | 0         | ±0        |
|                        | Lista Independiente N° 21 Unidad Huancavelicana                           |              |              | n/a          | 1         | +1        |
|                        | Lista Independiente N° 23 Fredecash                                       |              |              | n/a          | 0         | ±0        |
|                        | Lista Independiente N° 11 Frente de Izquierda Huancavelicana              |              |              | n/a          | 2         | +2        |
|                        | Lista Independiente N° 25 Unión Progresista Huancavelicana                |              |              | n/a          | 0         | ±0        |
|                        | Acción Popular (AP)                                                       |              |              | n/a          | 0         | ±0        |
|                        | Lista Independiente N° 15 Vecinal Huancavelicano                          |              |              | n/a          | 1         | +1        |
|                        | Lista Independiente N° 5 Alianza Gran Mayoría - Vamos Huancavelica        |              |              | n/a          | 0         | ±0        |
|                        | Lista Independiente N° 9 Frente de Defensa de los Pueblos de Huancavelica |              |              | n/a          | 0         | ±0        |
|                        | Listas independientes distritales                                         |              |              | n/a          | 1         | –1        |
|                        | Elecciones municipales complementarias                                    | —            | —            | —            | 3         | —         |
|                        |                                                                           |              |              |              |           |           |
| Total                  | Total                                                                     |              |              |              | 16        | ±0        |
|                        |                                                                           |              |              |              |           |           |
| Votos válidos          |                                                                           |              |              |              |           |           |
| Votos en blanco        |                                                                           |              |              |              |           |           |
| Votos nulos            |                                                                           |              |              |              |           |           |
| Votos emitidos         |                                                                           |              |              |              |           |           |
| Abstenciones           |                                                                           |              |              |              |           |           |
| Votantes registrados   |                                                                           |              |              |              |           |           |
|                        |                                                                           |              |              |              |           |           |
| Fuente:                |                                                                           |              |              |              |           |           |

### Resultados por distrito
La siguiente tabla enumera el control de los distritos de la provincia de Huancavelica. El cambio de mando de una organización política se resalta del color de ese partido.
| Distrito         | Alcalde(sa) titular        | Partido político | Partido político           | Alcalde(sa) electo(a)                          | Partido político                               | Partido político                               |
| ---------------- | -------------------------- | ---------------- | -------------------------- | ---------------------------------------------- | ---------------------------------------------- | ---------------------------------------------- |
| Acobambilla      | Rogelio Ramos Huamán       |                  | Lista Independiente N° 3   | Elecciones municipales complementarias de 1996 | Elecciones municipales complementarias de 1996 | Elecciones municipales complementarias de 1996 |
| Acoria           | Florentino Garcia Egoavil  |                  | Unión Cívica Independiente | Elecciones municipales complementarias de 1996 | Elecciones municipales complementarias de 1996 | Elecciones municipales complementarias de 1996 |
| Conayca          | Enrique Cárdenas Cuicapusa |                  | Lista Independiente N° 7   | César Canchuricra Bautista                     |                                                | Lista Independiente N° 27                      |
| Cuenca           | Javier Matos Gómez         |                  | Partido Popular Cristiano  | Máximo Alvitrez Arroyo                         |                                                | Lista Independiente N° 15                      |
| Huachocolpa      | Nemesio Santiago Aguirre   |                  | Partido Popular Cristiano  | Rufino Huamán Gutiérrez                        |                                                | Lista Independiente N° 3                       |
| Huayllahuara     | Alejandro Martínez Chaupis |                  | Lista Independiente N° 5   | Antonino Llacta Prudencio                      |                                                | Lista Independiente N° 7                       |
| Izcuchaca        | Carmela Macavilca Ramos    |                  | Izquierda Unida            | Pedro Aguirre Villegas                         |                                                | Lista Independiente N° 17                      |
| Laria            | Guillermo Ccanto Rojas     |                  | Izquierda Unida            | Simón Hilario Cuicapuza                        |                                                | Lista Independiente N° 7                       |
| Manta            | Simón Soto Páucar          |                  | Movimiento Libertad        | Cirilo Araujo Matos                            |                                                | Lista Independiente N° 7                       |
| Mariscal Cáceres | Alberto Escobar Lunazco    |                  | Izquierda Unida            | Elecciones municipales complementarias de 1996 | Elecciones municipales complementarias de 1996 | Elecciones municipales complementarias de 1996 |
| Moya             | Delfín Quispe Pocumucha    |                  | Partido Popular Cristiano  | Fortunato Páucar Poma                          |                                                | Lista Independiente N° 19                      |
| Nuevo Occoro     | Cirilo García Muñoz        |                  | Partido Popular Cristiano  | Emilio Antonio García                          |                                                | Lista Independiente N° 11                      |
| Palca            | Rufino Castellanos Curasma |                  | Izquierda Unida            | Rufino Castellanos Curasma                     |                                                | Lista Independiente N° 11                      |
| Pilchaca         | Guida Huanay Salas         |                  | Lista Independiente N° 3   | Teodoro Huanay Pariona                         |                                                | Lista Independiente N° 7                       |
| Vilca            | Pedro Rojas Martínez       |                  | Partido Popular Cristiano  | Armandino Astoñahupa Gómez                     |                                                | Lista Independiente N° 21                      |
| Yauli            | Lorgio Rojas Paitán        |                  | Lista Independiente N° 3   | Félix Capani Ccanto                            |                                                | Lista Independiente N° 3                       |